# Darfur

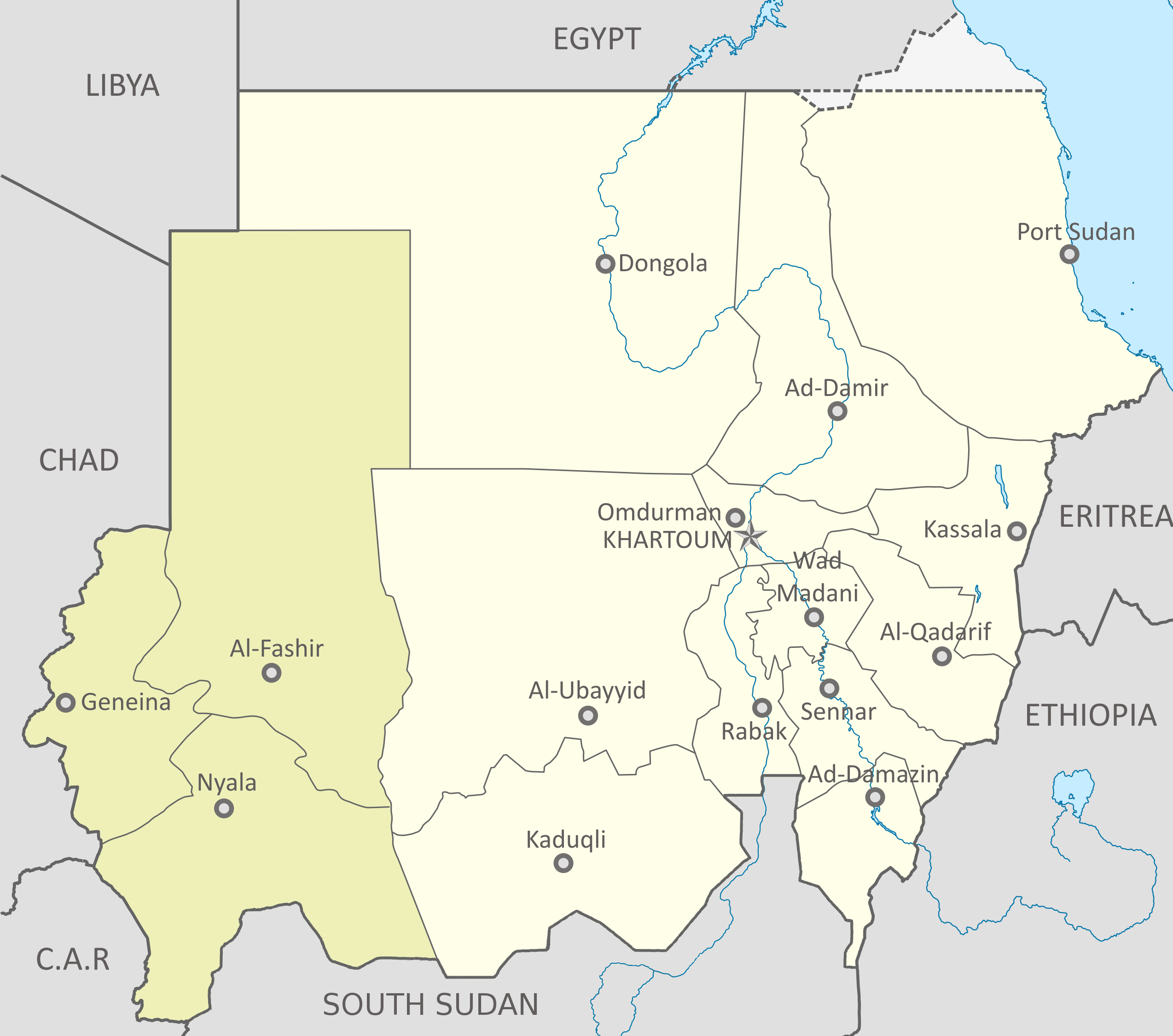
Cele trei state care formează Darfur în Sudan

Darfur (arabă دار فور dār fūr, lit. "tărâmul Fur-ilor") este o regiune din Sudan. Un sultanat independent pentru câteva sute de ani, începând cu 2500 î. Hr.. Primii săi conducători au aparținut tribului Daju. Darfur-ul a fost incorporat în Sudan de către forțele anglo-egiptene. Regiunea este împărțită în trei state federale: Darfurul de Vest, Darfurul de Sud și Darfurul de Nord, care sunt coordonate de către Transitional Darfur Regional Authority. Ca urmare a războiului din Darfur, regiunea s-a aflat în stare de regim umanitar de urgență între 2003 și 2010.

## Climat

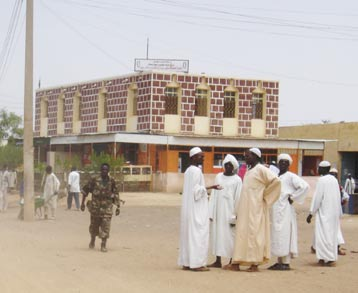
Peisaj urban din Geneina, capitala Darfurului de Vest

Anotimpul ploios ține din iulie, până în septembrie, transformând mult regiunea, care de la praf brun devine foarte verde. Pentru că majoritatea populației din Darfur trăiește din agricultură, ploile sunt vitale pentru regiune. În anii normali, Pennisetum glaucum, principala plantă cultivată este gata să fie recoltată în noiembrie. După recoltare, tulpinile uscate sunt folosite pentru a hrăni efectivele de animale domestice. În deșertul din nord, pot trece și ani întregi fără să se înregistreze precipitații. În extremitatea sudică media anuală a precipitațiilor este de 700 mm, mulți copaci rămânând verzi tot timpul anului.